# Umidità assoluta
L'umidità assoluta (spesso indicata con UA) esprime la massa del vapore acqueo in un determinato volume d'aria umida (che è una miscela vapore acqueo-aria), più precisamente, essa misura quanti grammi di vapore acqueo sono presenti in 1 m³ d'aria umida, a una data temperatura e una data pressione.
{\displaystyle UA={\frac {m_{v}}{V}}}
Nella pratica, l'umidità assoluta è un valore di difficile interpretazione e per questo si preferisce l'utilizzo del rapporto di mescolanza. Il rapporto di mescolanza può essere espresso in kg di vapore su kg di aria secca; ad esempio un rapporto di mescolanza del 20% vuol dire che in un kg di aria secca (pari a circa un metro cubo) si hanno 200 grammi di vapore acqueo.